# The Buffalo News
The Buffalo News est un quotidien régional américain fondé en 1873 et diffusé sur la région métropolitaine de Buffalo – Niagara Falls. Son siège se trouve dans la ville de Buffalo, dans l'État de New York. Il s'est appelé The Buffalo Evening News de 1880 à 1982.

## Historique

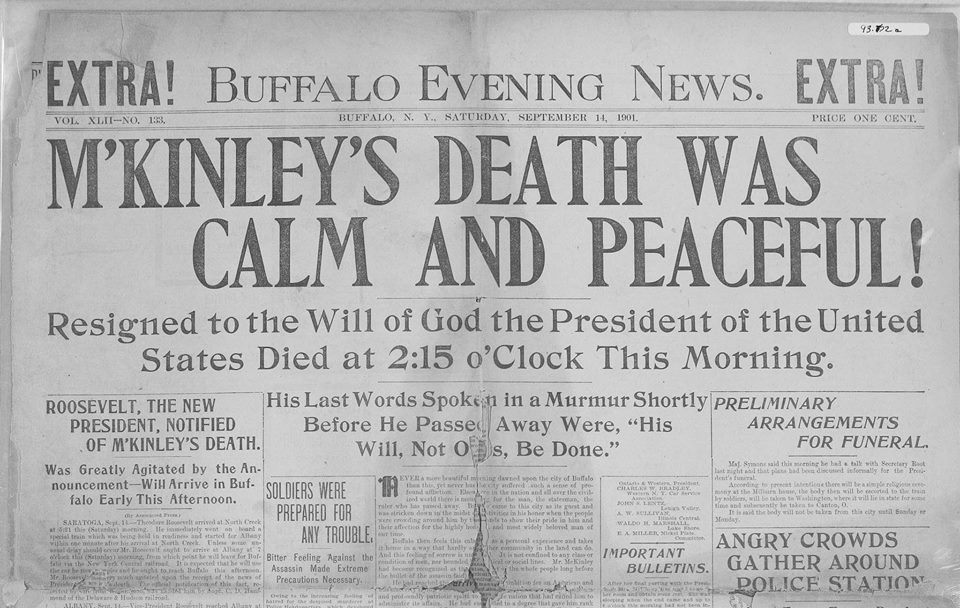
Annonce du décès du président MacKinley

Le Buffalo News fut fondé en 1873 par Edward Hubert Butler Sr comme journal du dimanche, sous le nom de Buffalo Sunday News (1873-1874). C'était une première à Buffalo où malgré les dix journaux déjà présents, aucun ne publiait le dimanche en raison de l'opposition des différentes organisations religieuses de la ville. En 1874, le journal adapta son nom en Buffalo Sunday Morning News. Le journal acquit assez rapidement une bonne réputation, aidé en cela par son propriétaire qui était un véritable showman, apportant même le premier la lumière électrique dans la ville de Buffalo en mars 1880. Le 11 octobre 1880, le journal passa à une édition quotidienne d'où son nouveau nom de Buffalo Evening News et les ventes passent à près de 7000 exemplaires rien que dans la rue. Son coût n'était que de 1 cent contre le double ou le triple pour ses concurrents. Atteignant les 20000 exemplaires, le journal devient rapidement le plus vendu entre New York et Chicago. En 1896, Edward H. Butler fait construire un bâtiment pour les activités du journal au 218 Main Street. À partir de 1914, il ne sera publié que du lundi au samedi et donc sans publication dominicale.
Durant la plus grande partie de son existence, le journal fut connu sous le nom de The Buffalo Evening News. Un accord tacite entre ce journal et le Buffalo Courier-Express était que le «Evening News» ne serait publié qu'en soirée, et le «Courier-Express» seulement le matin. Jusqu'en 1977, le « News » ne publia jamais le dimanche à la suite de cet accord. Son édition du week-end n'apparaissait que le samedi en soirée.
La famille Butler posséda le journal jusqu'en 1977 lorsque la petite-fille du fondateur, Katherine Butler, propriétaire et éditrice depuis de très nombreuses années, décéda sans héritier. Le journal fut donc placé dans une fiducie qui le vendit à Berkshire Hathaway  Le nouveau propriétaire commença à publier les samedi et le dimanche matin. Après une période difficile financièrement, son concurrent leCourier-Express publia son dernier numéro le 19 septembre 1982. Le Buffalo Evening News raccourcit alors son nom en The Buffalo News un quotidien de toute la journée en publiant deux éditions par jour sept jours par semaine.

Le Buffalo News en 2003

Le 1er octobre 2006, le News annonce qu'il abandonne son édition de soirée dans un mois.
Le Buffalo News publia trois éditions matinales (Western New York, Final et Niagara) qui apparaisse en ligne sur BuffaloNews.com, atteignant plus de 400.000 lecteurs sur les 8 comtés chaque jour. À la suite de baisses de ventes, ces éditions spécifiques furent supprimées en 2018 et regroupées en une seule édition nommée Final après s'être séparés de plusieurs reporters.
La sphère commerciale du The News comprenait la plus large population adulte du nord de l'État de New York. Les comtés où le Buffalo News est distribué sont les suivants : New York - Allegany, Cattaraugus, Chautauqua, Chemung, Erie, Genesee, Livingston, Monroe, Niagara, Ontario, Steuben, Wyoming; Pennsylvania - Cameron, Erie, McKean, Potter, Warren.

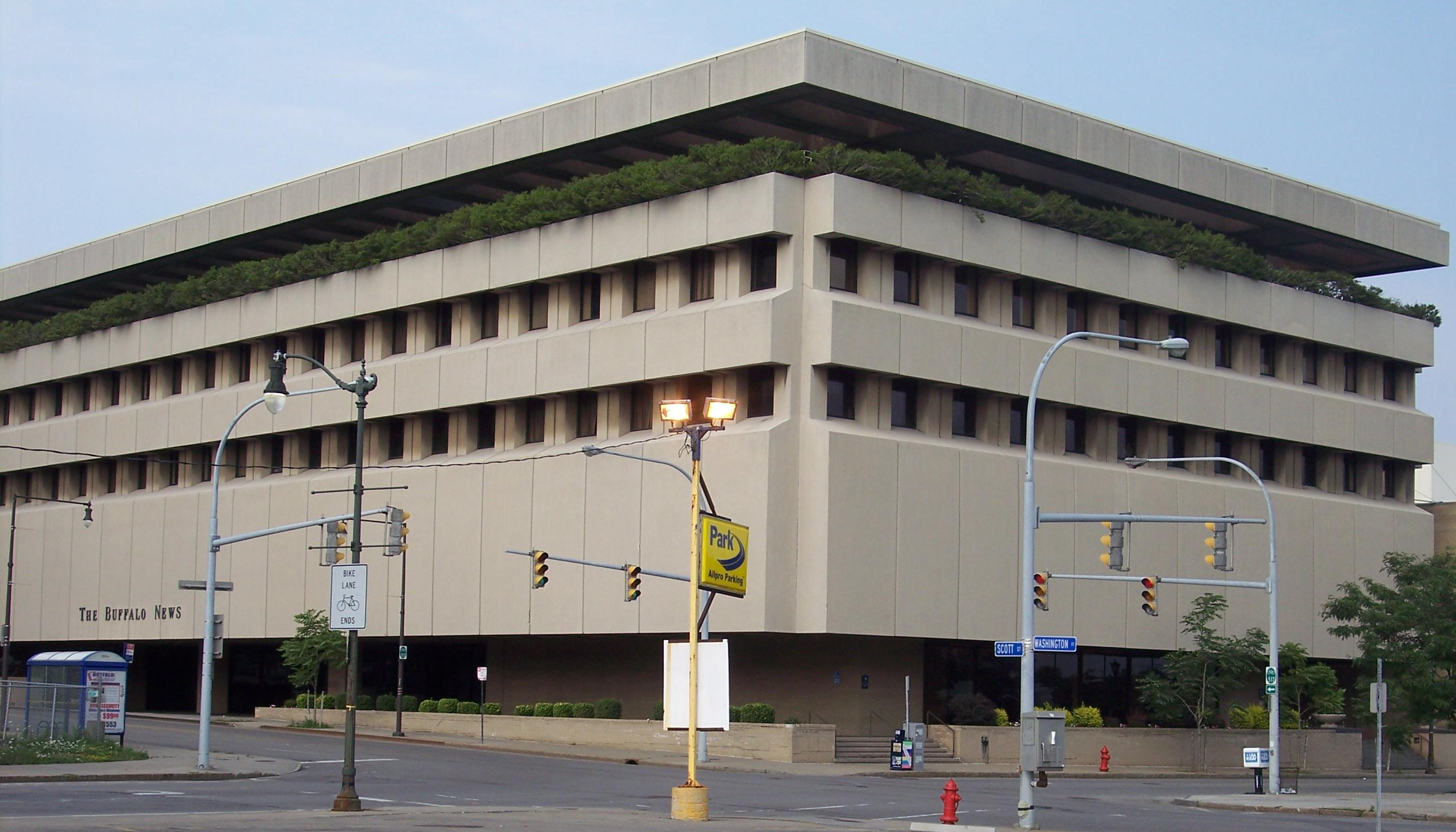
Le bâtiment du Buffalo News

Le journal fonda et fut le propriétaire de la chaîne de télévision et de station radio WBEN, devenues maintenant WIVB, WBEN, WYRK, WTSS. Les Stations de radio sont maintenant la propriété de compagnies différentes sauf WIVB qui est revenue dans le giron du journal en devenant une copropriété de Media General de Warren Buffett quand cette dernière société fusionna avec LIN Media.
La version en ligne du journal opère avec un système de paiement souple Paywall autorisant un certain nombre de pages vues gratuitement par semaine. Par contre, tous les articles liés à l'équipe de football américain des Buffalo Bills sont payant en paywall intégral.
Le 29 janvier 2020, Le «News» rapporte qu'il était en train d'être vendu avec le reste des journaux de Berkshire Hathaway à la société Lee Enterprises. Cette société basée en Iowa et détentrice d'un portfolio de plus de 50 journaux, a des liens importants avec Berkshire Hathaway depuis 2012 et exploite les journaux de Berkshire Hathaway depuis 2018.

## Prix Pulitzer
Le Buffalo News eut quatre de ses journalistes récompensés du prix Pulitzer :

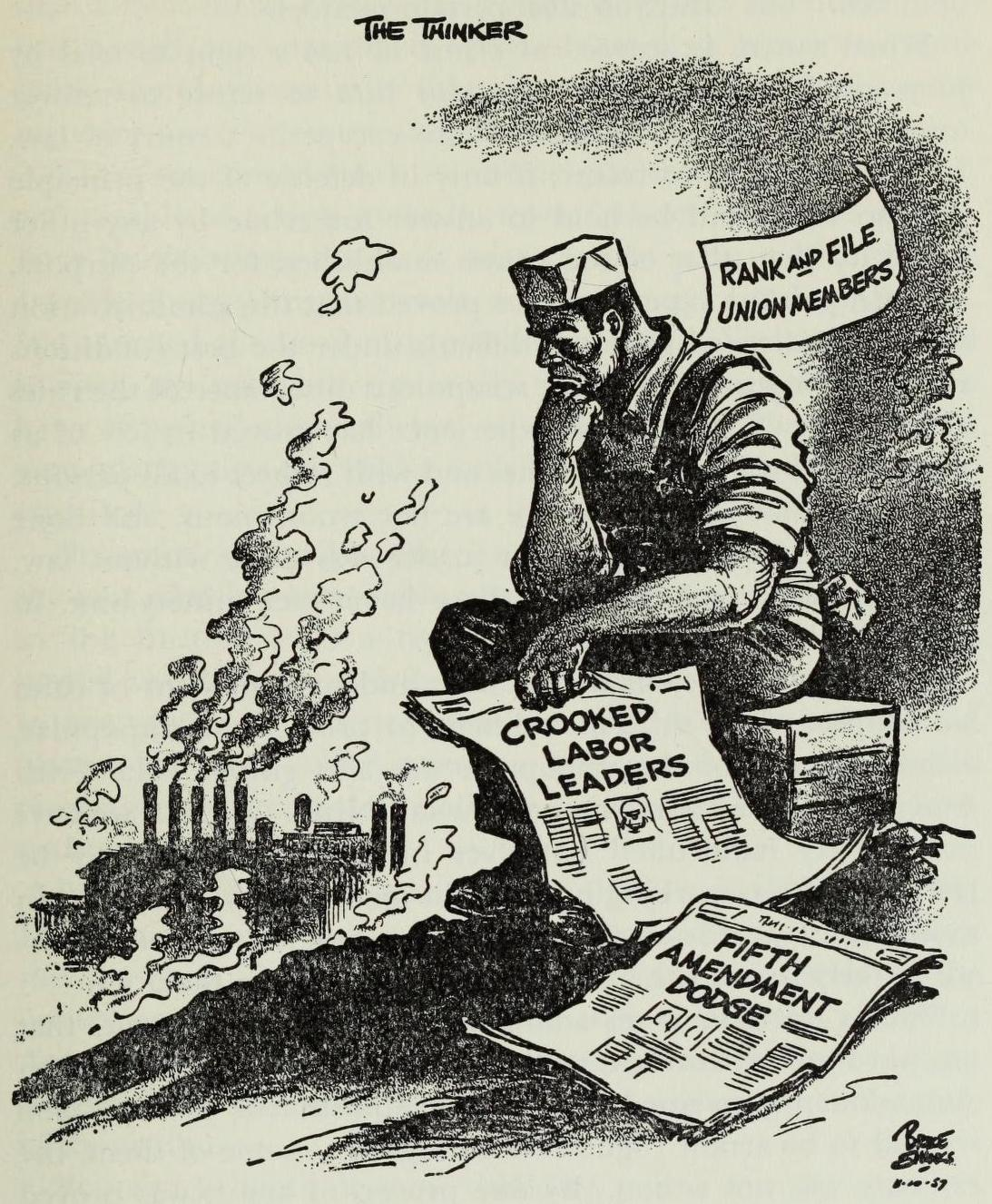
The Thinker

- En 1958, Bruce Shanks reçut le Prix Pulitzer du dessin de presse pour son dessin du 10 août 1957 The Thinker"The Thinker", au sujet de la corruption dans l'Union.
- En 1961, Edgar May reçut le prix du reportage local pour sa série "Our Costly Dilemma," sur la nécessité de réformer les finances de l'aide sociale dans l'État de New York. La série déclencha des débats sur la réforme de l'aide sociale à l'échelle nationale.
- En 1990, Tom Toles apporta au News son deuxième prix du dessin éditorial, pour son travail tout au long de l'année (bien que son article "First Amendment" ait été cité comme le travail qui méritait le prix). (Toles est actuellement caricaturiste éditorial avec The Washington Post, où il a succédé à feu Herbert Block, connu sous le nom de Herblock.)

- En 2015, Adam Zyglis remporta le prix Pulitzer du dessin de presse pour avoir utilisé, selon le comité Pulitzer, des images fortes pour connecter le lecteur à des couches de sens en quelques mots.

Deux autres journalistes furent finalistes mais sans remporter de prix :
- Toles (à deux reprises en 1985 and 1996, pour le dessin de presse avant son prix de 1990)
- James Heaney (1993, pour le reportage d'investigation).

D'autres journalistes ont remporté d'autres prix prestigieux tel que Richard J. Burke en 1972 lauréat du New York State Associated Press Award pour sa série d'articles sur le vélo dans l'Ouest de l'État de New York.

## Éditeurs
- Edward H. Butler - éditeur (investisseur)[N 1], 1880 - 1914 : fondateur
- Edward H. Butler Jr. - éditeur (investisseur), 1914 - 1956: fils de Butler Sr
- James H. Righter - éditeur (investisseur), 1956 - 1971
- Kate M. Robinson Butler - éditeur (investisseur), 1971 - 1974: épouse de Butler Jr
- Henry Z. Urban - éditeur (investisseur), 1974 - 1983
- Stanford Lipsey - éditeur (investisseur), 1983 - 2013
- Alfred H. Kirchhofer - éditeur, 1956 - 1966
- Paul E. Neville - éditeur, 1966 - 1969
- Murray B. Light - éditeur, 1979 - 1999
- Margaret M. Sullivan - éditeur, 1999 - 2012
- Michael K. Connelly - éditeur, 2012–présent
- Warren T. Colville - éditeur (investisseur), 2013–présent

Seuls trois membres de la famille Butler furent éditeurs (investisseurs).

## Journalistes célèbres
Après 1884, Marian de Forest devint reporter pour ce journal ce qui fit d'elle une des premières femmes reporter de l'État de New-York. Elle quitta ensuite ce journal pour aller au The Buffalo Commercial.